# Mika Rottenberg
Mika Rottenberg (1976) es una videoartista contemporánea argentina, quien vive y trabaja en la ciudad de Nueva York.

## Biografía
Mika nació en Caballito Buenos Aires, Argentina en 1976. En 1977, hizo la aliá hacia Israel con su familia. En 1998, se graduó por la Hamidrasha, Bait Berl Universidad de Artes, Israel. En 2000, se mudó a Nueva York para continuar su educación, recibiendo una licenciatura de Bellas Artes por la Escuela de Artes visuales en 2000. Es actualmente representada por la Galería Andrea Rosen en Nueva York.
Sus videos muestran a mujeres características con varias excentricidades físicas, como ser muy altas, gordas, o musculares, actuando en actos físicos como alegorías de la condición humana en tiempos postmodernos. Sus videos son historias inspiradas en donde las mujeres tienen una característica inusual sobre sus cuerpos que las hace una mercancía, y específicamente con mujeres quiénes anuncian su inusuales característicos en línea de ser utilizados de alquiler.

## Obras significativas
Las cerezas de Mary (2004), que muestra una mujer rojo de uñas labradas y crecidas, y en un clip, la transforma a maraschino cerezas, y fue influida por una historia sobre una mujer con una sangre rara que dejan su trabajo para vender su sangre. Las mujeres presentadas en Las cerezas de Mary son todas físicoculturistas de alquiler.  En Queso (2007),  muestra mujeres con cabello muy largo que ordeñan vacas y hacen queso utilizando una poderosa máquina por el movimiento del cabello de las mujeres. Sus trabajos se exhibieron en la Whitney Biennial 2008.
En 2011, Rottenberg colaboró con el artista Jon Kessler en SIETE, una performance e instalación creada para Performa 11 en la Ciudad de Nueva York, actuado en la Galería Nicole Klagsbrun. Según el sitio web Performa, SIETE "derrumba[ó] el tiempo de película y el tiempo real para crear un laboratorio intrincado con fluidos de cuerpo de los canales y colores a una ojera en la sabana africana. En Nueva York, un “Chakra exprimidor” capturará sudor de siete intérpretes que se comprometen en una actividad atlética ritualista."
En 2013, Rottenberg realizó una exposición solista en el Museo de Israel, en Jerusalem.
En 2015, su obra "NoNoseKnows" se presentó en la Bienal de Venecia como parte de una exposición curada por Okwui Enwezor: "los futuros de Todo el Mundo."
Además de videos, Rottenberg también ha exhibido pinturas y fotografías. Está representada por la Galería Andrea Rosen y por la Galería Laurent Godin.

## Honores y premios
- 2001 Proyecto 2001 Premio, Islip Universidad, Islip Museo de Arte, Nueva York, EE. UU.
- 2002 la camaradería del Decano, Columbia Universidad, Nueva York
- 2004 Premio, El Rema Hort Mann Fundación, EE. UU.
- 2006 El Cartier Premio conjuntamente con el Frieze Feria de Arte
- 2009 5x5 Castello 09 Finalista de Premio, Espai d'Art Contemporani de Castello, España
- 2010 Visión Nueva Selección de Programa, CPH: DOX Festival de cine, Copenhague, Dinamarca
- 2010 El Flaherty Socio de Seminario de Película Internacional, NYC, EE. UU.
- 2011 Selección de Festival, Planete Doc Festival de cine, Varsovia, Polonia
- 2011 Sommerakademie, Zentrum Paul Klee, Bern, Suiza